# ウィリアム・フットキンス
ウィリアム・フットキンス（William Hootkins,  1948年7月5日 - 2005年10月23日）は、アメリカ合衆国の俳優である。

## 来歴
1948年、テキサス州ダラスに生まれる。高校卒業後、プリンストン大学へ進学して天体物理学を専攻。しかしのちに演劇に興味を抱き始め、1970年代初頭にロンドンへ渡って演劇学校London Academy of Music and Dramatic Artで学んだ。イギリスで活動を開始させ、1973年に『Big Zapper』というイギリス映画で俳優デビュー。後にアメリカへ帰国し、1977年にロバート・アルドリッチ監督の『合衆国最後の日』へ出演し、同年ジョージ・ルーカス監督の代表作『スター・ウォーズ エピソード4/新たなる希望』へも出演している。1980年代に入っても精力的に役者活動を続け、スティーヴン・スピルバーグ監督でハリソン・フォード主演のアドベンチャー・シリーズ映画第1作目『レイダース/失われたアーク《聖櫃》』へも出演した。1989年には、まだ若手だったティム・バートンが監督した『バットマン』へ出演し、ジャック・ニコルソン演じるジョーカーに手を貸す悪徳警部エックハートを演じて印象を残した。晩年はデンマークやイギリスなどのヨーロッパ製作映画に精力的に出演し、ジョン・マルコヴィッチが映画監督のスタンリー・キューブリックになりすました詐欺師を演じたコメディ映画『アイ・アム・キューブリック!』が遺作となった。
映画以外でも舞台での活躍でも知られており、ロンドンの舞台などで数多くの演目へ出演。イギリス国内のラジオドラマなどでも声優として活躍し、アメリカと英国の両方でキャリアを構築し、俳優としての確固たる地位を確立した。

### 来日
前述にもあるルーカス監督の『スターウォーズ』で「レッド6」を演じたことで知られており、2001年には来日して、当時渋谷区にあった玩具店でサイン会も開催された。

### 死去
2005年、カリフォルニア州・サンタモニカで膵癌で死去。57歳だった。

## 出演作品

### 映画
- Big Zapper (1973)
- 合衆国最後の日 Twilight's Last Gleaming (1977)
- スター・ウォーズ エピソード4/新たなる希望 Star Wars (1977)
- バレンチノ Valentino (1977)
- ハノーバー・ストリート 哀愁の街かど Hanover Street (1979)
- ジェラシー Bad Timing (1980)
- フラッシュ・ゴードン Flash Gordon (1980)
- スフィンクス Sphinx (1981)
- レイダース/失われたアーク《聖櫃》 Raiders of the Lost Ark (1981)
- ピンク・パンサーX Trail of the Pink Panther (1982)
- ピンク・パンサー5 クルーゾーは二度死ぬ Curse of the Pink Panther (1983)
- レゲエdeゲリラ Water (1985)
- ドリームチャイルド Dreamchild (1985)
- ホワイトナイツ/白夜 White Nights (1985)
- 呪われたハネムーン Haunted Honeymoon (1986)
- 帰ってきたシャーロック・ホームズ The Return of Sherlock Holmes (1987) ※テレビ映画
- スーパーマンIV Superman IV: The Quest for Peace (1987)
- アメリカン・ゴシック（英語版） American Gothic (1988)
- クルーソー Crusoe (1988)
- バットマン Batman (1989)
- ハードウェア Hardware (1990)
- 王女とゴブリン The Princess and the Goblin (1990) ※声の出演
- 法王さまご用心 The Pope Must Die (1991)
- ヒア・マイ・ソング Hear My Song (1991)
- ダスト・デビル Dust Devil (1992)
- リバー・ランズ・スルー・イット A River Runs Through It (1992)
- ルナティック・ラブ/ 禁断の姉弟 The Cement Garden (1993)
- ネバーエンディング・ストーリー3 The Neverending Story III (1994) ※声の出演
- デスマシーン Death Machine (1994)
- ファニーボーン 骨まで笑って Funny Bones (1995)
- D.N.A./ドクター・モローの島 The Island of Dr. Moreau (1996)
- Rhinoceros Hunting in Budapest (1997)
- CODE:0000 コード:ゼロ The Omega Code (1999)
- ミラクル・メーカー/ 奇蹟を起こした人 イエスの物語 The Miracle Maker (2000) ※声の出演
- フォルテ Town & Country (2001)
- エヴァンジェリスタ Blessed (2004)
- ディア・ウェンディ Dear Wendy (2004)
- アイ・アム・キューブリック! Colour Me Kubrick: A True...ish Story (2005)

### テレビドラマ
- BBC2 Playhouse (1974)
- Yanks Go Home (1977)
- Clouds of Glory (1978)
- ロスト・ボーイズ The Lost Boys (1978)
- リリー Lillie (1978)
- オッペンハイマー Oppenheimer (1980)
- ロアルド・ダール劇場/予期せぬ出来事 Tales of the Unexpected (1980, 1981)
- The Life and Times of David Lloyd George (1981)
- 女刑事キャグニー&レイシー Cagney & Lacey (1983)
- 探偵レミントン・スティール Remington Steele (1983)
- 私立探偵フィリップ・マーロウ Philip Marlowe, Private Eye (1983)
- Taxi (1983)
- おしどり探偵 Agatha Christie's Partners in Crime (1983)
- 悪魔の異形 Hammer House of Mystery and Suspense (1984)
- ブラックアダー Black-Adder II (1986)
- アメリカン・プレイハウス American Playhouse (1986, 1988)
- 名探偵ポワロ Agatha Christie's Poirot (1990)
- キャピタル・シティ Capital City (1990)
- インディ・ジョーンズ/若き日の大冒険 The Young Indiana Jones Chronicles (1992)
- ザ・ホワイトハウス The West Wing (2004)
- Absolute Power (2005)

### テレビアニメ
- アイアンマン Ironman (1995)
- ぎゃあ!!!リアル・モンスターズ Aaahh!!! Real Monsters (1997)

### ビデオゲーム
- Flight of the Amazon Queen (1995)
- クラッシュ・バンディクー3 ブッとび!世界一周（ディンゴダイルの声）
- T'ai Fu: Wrath of the Tiger (1999)
- Eternal Darkness: Sanity's Requiem (2002)
- Evil Dead: A Fistful of Boomstick (2003)
- エバークエスト2 EverQuest II (2004)